# Earth First!

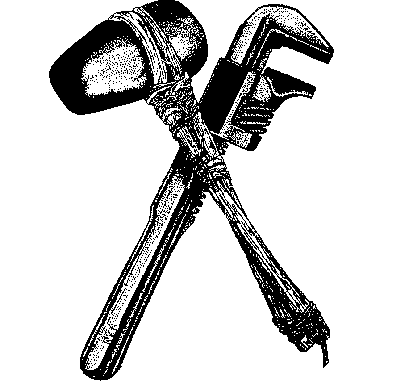
Logo Earth First!

Earth First! – radykalna organizacja ekologiczna reprezentująca nurt „głębokiej ekologii”. Utworzyli ją dysydenci z The Wilderness Society (Susan Morgan, Bart Koehler), Sierra Club (Ron Kezar) i Friends of the Earth (Howie Wolke) pod przywództwem działacza TWS Dave’a Foremana; ojcem duchowym ruchu został „konserwatywny anarchista”, pisarz Edward Abbey. Swe pierwsze ogólnokrajowe zgromadzenie EF! odbyło 21 III 1981 r. na zaporze w Glen Canyon. 

## Charakterystyka
Earth First! występując przeciwko wyrębowi lasów, górnictwu, budowie dróg, rozwojowi przedmieść i spółkom energetycznym zastosowała radykalną taktykę  nieposłuszeństwa obywatelskiego (tree-sitting – okupowanie drzew) i sabotażu (tree-spiking – szpikowanie drzew długimi gwoździami). Podręcznikiem „ekotażu” stała się wydana w 1985 r. książka Foremana Ecodefense: A Field Guide to Monkey-wrenching. Wedle jej wskazówek przeprowadzonych zostało wiele akcji - głównie przeciw wyrębowi lasów - w Oregonie, Północnej Kalifornii, Montanie i stanie Waszyngton. 
Konfrontacyjna taktyka EF! przyciągała lewicowców takich jak Mike Roselle, były członek Youth International Party, czy Judi Bari, pacyfistka i działaczka związkowa. Lewica zdobyła przewagę w Północnej Kalifornii, Oregonie i stanie Waszyngton. Lewe skrzydło EF! postulowało stworzenie sojuszu z pracownikami przemysłu drzewnego, grupie Foremana zarzucano zarazem seksizm, rasizm, społeczną reakcyjność, mizantropię i „ekofaszyzm”. Ideologia lewicy EF! łączyła ekologię z antykapitalizmem, feminizmem, internacjonalizmem i pacyfizmem.
7 XI 1987 r. grupa Evan Mecham Eco-terrorist International Conspiracy (EMETIC) zagroziła sabotażem ośrodka narciarskiego Fairfield Snowbowl w Flagstaff. EMETIC przeprowadził kilka akcji sabotażowych ale grupa była infiltrowana przez Michaela Faina, agenta FBI. 30 V 1989 Mark Davis, Margaret Millet i Marc Baker zostali zatrzymani w Wenden (Arizona) podczas niszczenia linii energetycznych prowadzących do elektrowni jądrowej Palo Verde. Kilka tygodni później aresztowany został Foreman. Aresztowanie Foremana przyśpieszyło porażkę tradycjonalistów - w następnym roku lewe skrzydło przejęło kontrolę nad „Earth First! Journal”, podczas gdy tradycjonaliści skupili się wokół „Wild Earth”.

## Literatura
- Dave Foreman, Wyznania wojownika Ziemi, Łódź 2004
- Jarosław Tomasiewicz, Ekofaszyzm? Wątki ekologiczne na amerykańskiej prawicy (przypadki Earth First! i Sierra Club), „Pro Fide Rege et Lege” nr 71 (2013), ISSN 0867-6771